# Karsdorfberg
Karsdorfberg ist ein Ortsteil von Rauschwitz im Saale-Holzland-Kreis in Thüringen.

## Geografie
Die Gemarkung von Karsdorfberg liegt westlich der Landesstraße 1070, die von Trotz nach Camburg führt. Direkte Nachbarorte sind Rauschwitz, Kischlitz und Mertendorf. Westlich der Flur beginnt der Tautenburger Wald. Die etwas kupierte Hochebene wird gemeinschaftlich mit der Abtei-Bäuerlichen Agrargenossenschaft in Rauschwitz bewirtschaftet.

## Geschichte
1378 wurde der Ort erstmals urkundlich erwähnt.
Rauschwitz und seine Ortsteile gehörten ursprünglich zum Lehensbezirk der Abtei Bürgel. Später gehörten sie zum wettinischen Kreisamt Eisenberg, welches aufgrund mehrerer Teilungen im Lauf seines Bestehens unter der Hoheit verschiedener Ernestinischer Herzogtümer stand. 1826 kam Karsdorfberg mit dem Südteil des Kreisamts Eisenberg und der Stadt Eisenberg vom Herzogtum Sachsen-Gotha-Altenburg zum Herzogtum Sachsen-Altenburg. Ab 1920 gehörte der Ort zum Freistaat Thüringen.
Zur Zeit der DDR waren die Bauern des Orts in Genossenschaften organisiert. Nach der Wiedervereinigung beider deutschen Staaten bildete sich die Abtei-Bäuerliche Agrar-Genossenschaft in Rauschwitz und bearbeitet gemeinsam mit anderen Partnerorten das Land.